# Orthonecroscia pulcherrima
Orthonecroscia pulcherrima är en insektsart som beskrevs av Kirby 1904. Orthonecroscia pulcherrima ingår i släktet Orthonecroscia och familjen Diapheromeridae. Inga underarter finns listade i Catalogue of Life.